# Agüica
Agüica es una localidad del municipio de Colón, en la provincia de Matanzas, Cuba. Esta localidad se fundó en terrenos del ingenio Agüica, que se demolió en 1894.
Limita al norte con Banagüises, al NE con Los Arabos, al sur con Armas y al oeste con Colón
En la localidad de Agüica se encuentra la Prisión Municipal de Colón. Tiene estación de ferrocarril.
| 1610                       | 1898 | 2170 | 15 687 |
| (Fuente: [cita requerida]) |      |      |        |

- Datos: Q5660995